# Friedrich Ernst Scheller
Friedrich Ernst Scheller (* 15. November 1791 in Klettenberg; † 21. Dezember 1869 in Frankfurt (Oder)) war ein Jurist und Mitglied der Frankfurter Nationalversammlung.

## Leben
Scheller wurde als Sohn des Amtsmanns und Rittergutsbesitzers Christian Johann Scheller geboren.
1809/1810 begann er sein Rechtswissenschaftsstudium in Göttingen. 1813 schloss er dieses ab und wurde Anwalt beim Tribunal in Göttingen. 1814 nahm er als Freiwilliger bei den Eichsfelder Jägern an den Befreiungskriegen teil. 1814 wurde er Richter am Kreisgericht Aachen und blieb es bis 1816, als er Präsident des Kreisgerichts Krefeld wurde. 1820 verließ er Krefeld und ging an das Oberlandesgericht Halberstadt, wo er Oberlandesgerichtsrat wurde. 1826 endete diese Tätigkeit und Scheller ging nach Berlin, wo er für das preußische Justizministerium tätig war. Dort wurde er 1830 Geheimer Obertribunalrat. Ein Jahr darauf wurde er Vortragender Rat. 1836 ging er nach Frankfurt (Oder), wo er 1836 Präsident des Oberlandesgerichts wurde. Ab 1849 war er Präsident des Appellationsgerichts Frankfurt a. d. Oder.
Am 18. Mai 1848 wurde er in die Frankfurter Nationalversammlung gewählt. Der 17. Wahlbezirk, der ihn wählte, hatte 80.586 Einwohner und umfasste Frankfurt (Oder) und einige Ortschaften im Landkreis Lebus. Er wurde auch vom Wahlbezirk Cottbus gewählt, lehnte diese Wahl aber ab, um sein Mandat von Frankfurt wahrnehmen zu können. Er zählte zum rechten Zentrum und gehörte der Fraktion Casino an. Er arbeitete in drei Ausschüssen mit, vom 24. Mai 1848 bis 12. April 1849 im Ausschuss für den Entwurf einer Reichsverfassung, vom 1. Juli 1848 bis 12. April 1849 im Ausschuss für die Entwerfung des Gesetzes über die Ministerverantwortlichkeit und im Ausschuss für die Einleitung der Untersuchung gegen die Abgeordneten Robert Blum und Johann Georg Günther.
1849–1850 war er Mitglied der 1. Kammer des Preußischen Landtages.
1862 wurde er in Frankfurt zum Wirklichen Geheimen Oberjustizrat befördert. In den Ruhestand ging er 1869 in Frankfurt.